# Place de la République (Lille)
Pour les articles homonymes, voir Place de la République.
La place de la République est un espace public urbain de la commune de Lille dans le département français du Nord en région Hauts-de-France.

## Situation et accès
La place de la République se situe dans le quartier de Lille-Centre et est bordée au nord par la Préfecture du Nord et au sud par le Palais des Beaux-Arts.
La place de la République est desservie par la station de métro République - Beaux-Arts, située en dessous.

## Historique

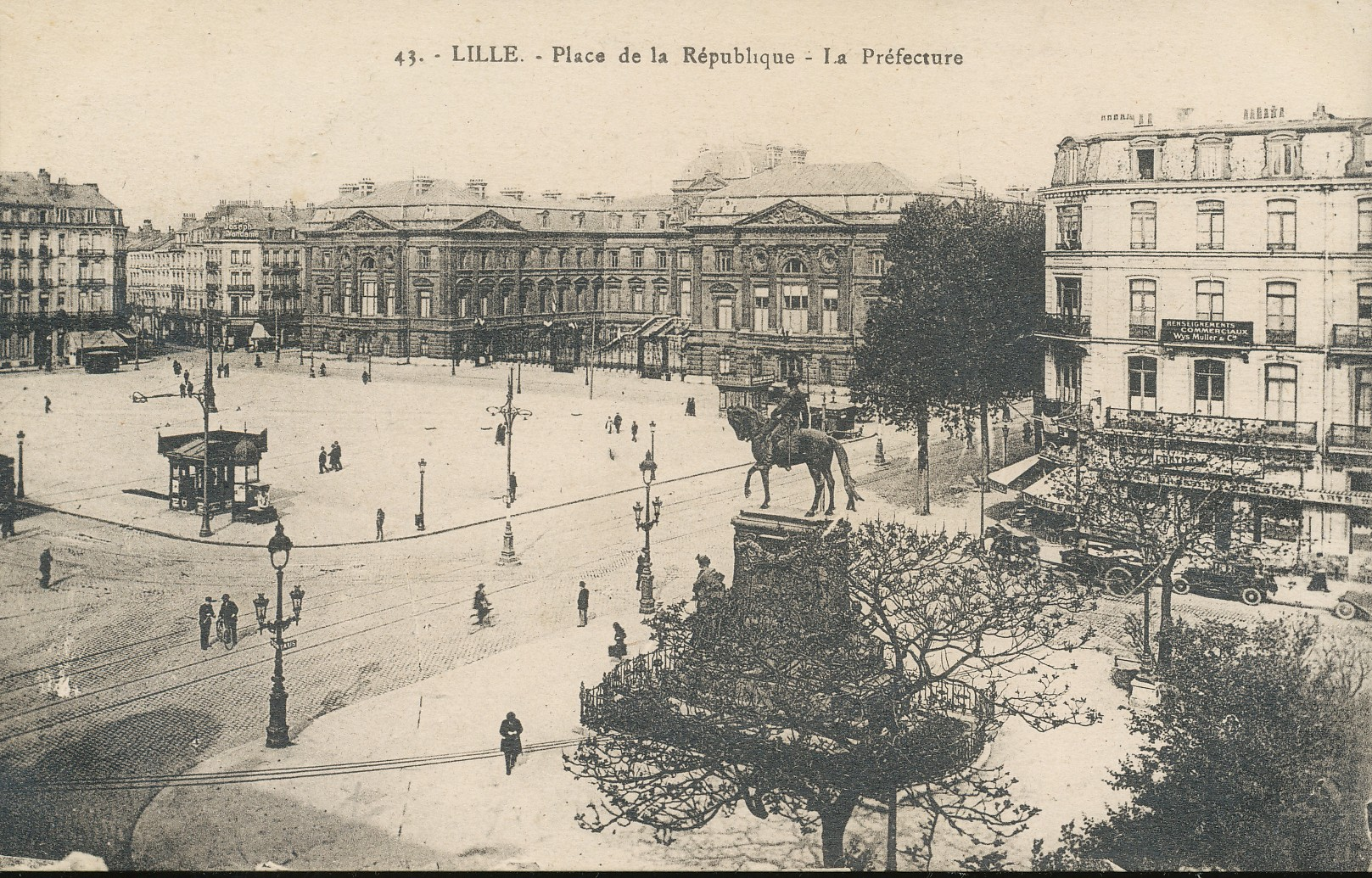
Carte postale de la préfecture.

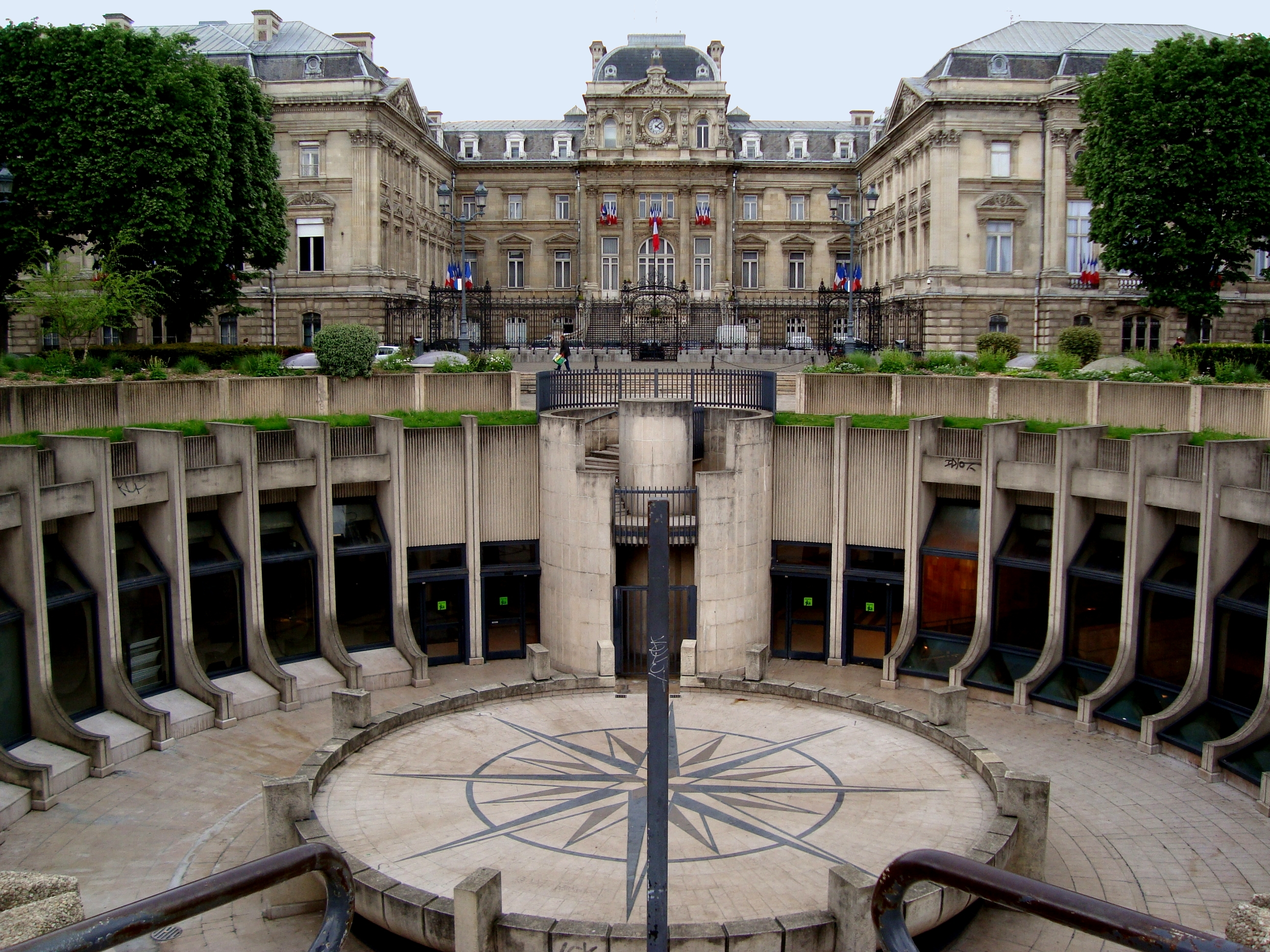
Amphithéâtre de la place de la République à Lille.

Initialement nommée « place Napoléon-III » lors de son aménagement après l'extension de Lille en 1858, la place est créée sur les fossés d'enceinte des anciennes fortifications au sortir de la porte Notre-Dame (ou de Béthune) à l'emplacement de laquelle la place Richebé est simultanément aménagée.
Placée au centre du nouveau périmètre de la ville après son agrandissement, la place est encadrée au nord-ouest par le pouvoir (la Préfecture de Lille, dont la construction est engagée en 1865), au sud-est par la culture (le Palais des beaux-arts de Lille dont la construction est engagée en 1885). Très rapidement, des immeubles bourgeois viennent l'entourer, directement et dans les rues alentour (Boulevard de la Liberté, mais aussi rue de Bourgogne, rue Patou ou rue Jacquemars Giélée), actant du déplacement du cœur économique de la ville.
Avant de se faire appeler « place de la République », cette place de la commune de Lille porte jusqu'à la chute du Second Empire le nom de « place Napoléon-III ».
En 1983 la place, anciennement un grand parc de stationnement est transformée à la suite de la construction du métro de Lille, un amphithéâtre à l’air libre donnant sur la station de République - Beaux-Arts apparaît.
La place est immatriculée « LT09 », « LV06 », une partie de « LV01 » parmi les îlots regroupés pour l'information statistique (IRIS) de Lille, tels que l'Insee les a établis en 1999.

## Bâtiments remarquables et lieux de mémoire

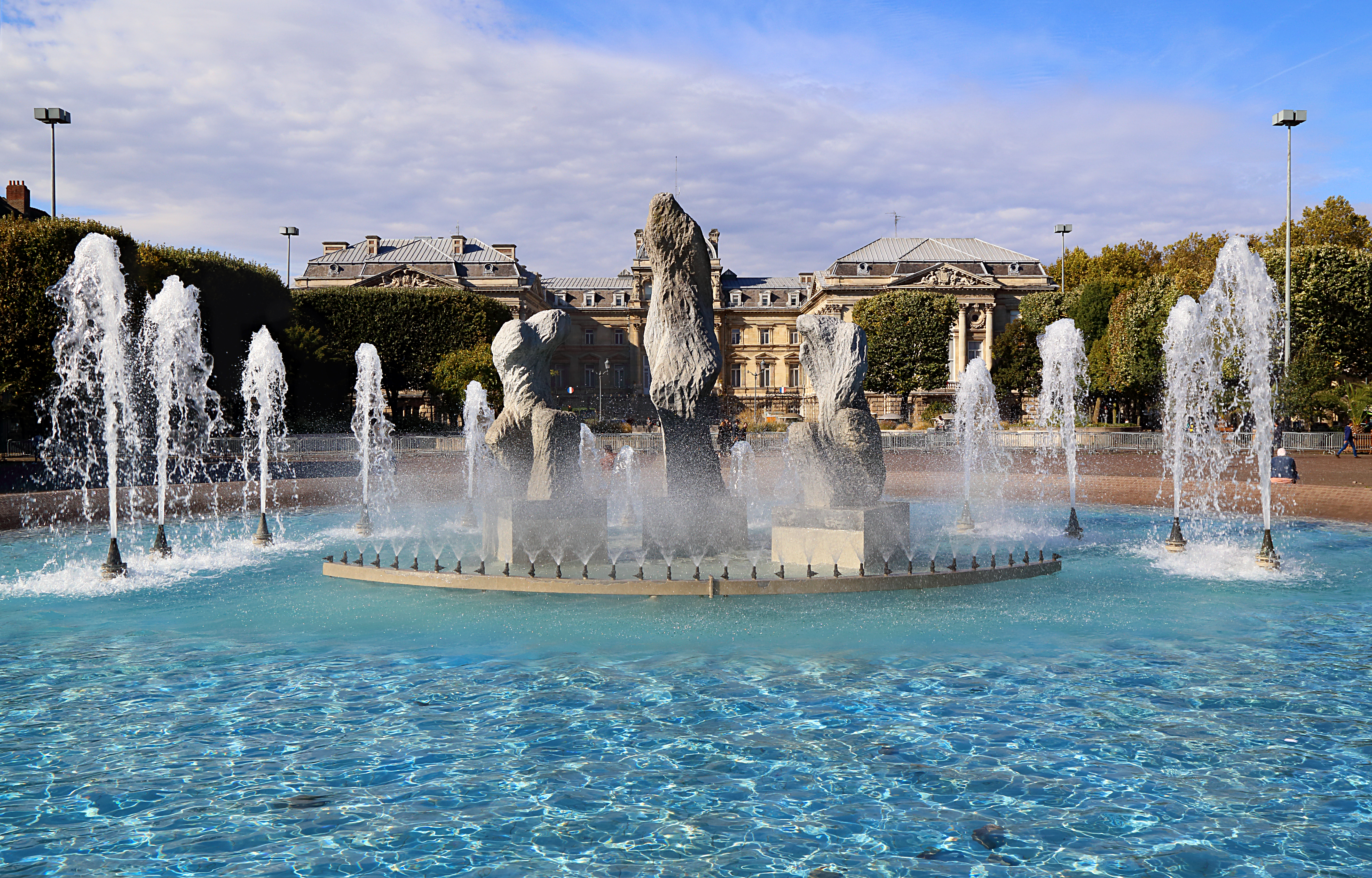
La fontaine de la place de la République.

La place est bordée au nord-ouest par la préfecture et au sud-est par le palais des Beaux-Arts.
Une fontaine est construite sur la place en 1979, au centre de celle-ci, on y trouve une sculpture d'Eugène Dodeigne entourée de jets d'eau, nommée Groupe des trois.